# L'Aigle
L'Aigle là một xã trong tỉnh Orne, thuộc vùng hành chính Normandie của nước Pháp, có dân số là 8972 người (thời điểm 1999).

## Nhân khẩu học
| 1946  | 1954  | 1962  | 1968  | 1975  | 1982  | 1990  | 1999  |
| ----- | ----- | ----- | ----- | ----- | ----- | ----- | ----- |
| 5.869 | 6.482 | 7.317 | 8.702 | 9.619 | 9.834 | 9.466 | 8.977 |

## Các thành phố kết nghĩa
- Clausthal-Zellerfeld, Đức
- Aigle, Thụy Sĩ